# Georges Speicher
Georges Speicher (ur. 8 czerwca 1907 w Paryżu, zm. 24 stycznia 1978 w Maisons-Laffitte) – francuski kolarz szosowy, mistrz świata i zwycięzca Tour de France.

## Kariera
Największy sukces w karierze Georges Speicher osiągnął w 1933 roku, kiedy zdobył złoty medal w wyścigu ze startu wspólnego podczas mistrzostw świata w Montlhéry. W zawodach tych wyprzedził bezpośrednio swego rodaka Antonina Magne oraz Holendra Marinusa Valentijna. Był to jednak jedyny medal wywalczony przez niego na międzynarodowej imprezie tej rangi. W tej samej konkurencji był też piąty na rozgrywanych dwa lata później mistrzostwach świata w Floreffe. Ponadto był między innymi pierwszy w Criterium des Aiglons i drugi w Tour de l'Ouest w 1931 roku, trzeci w Paryż-Rennes w 1932 roku, pierwszy w Tour du Vaucluse i drugi w Critérium International w 1933 roku, a w 1936 roku zwyciężył w Grand Prix de l'Écho d'Alger i Paryż-Roubaix. Kilkakrotnie startował w Tour de France, wygrywając przy tym dziewięć etapów. W 1933 roku zwyciężył w klasyfikacji generalnej, a dwa lata później był szósty. Występował jako pomocnik André Leducqa w drużynie Alcyon-Dunlop, w której jeździł również późniejszy zwycięzca „Wielkiej Pętli” - Antonin Magne. Nigdy nie wystąpił na igrzyskach olimpijskich. Jako zawodowiec startował w latach 1930-1944.

## Ważniejsze zwycięstwa
- Tour de France (1933)
- Mistrzostwo świata (1933)
- Mistrzostwo Francji (1935, 1937, 1939)
- Paryż-Roubaix (1936)

### Miejsca na Tour de France
- 1932: 10. miejsce
- 1933: 1. miejsce (3 etapy wygrane)
- 1934: 11. miejsce (5 etapów)
- 1935: 6. miejsce (1 etap)
- 1936: nie ukończył
- 1937: nie ukończył
- 1938: nie ukończył